# Lesley Dill
Lesley Dill (nacida en Bronxville, Nueva York en 1950) es una artista plástica estadounidense. Recibió su B.A. en inglés en 1972 por el Trinity College (Hartford, Connecticut), un máster del Smith College (Northampton, Massachusetts, USA), y un máster de Bellas Artes del Maryland Institute College of Art (Baltimore). Su estilo es principalmente contemporáneo explorando la relación de palabras, cuerpo, emociones y sociedad. Su obra cruza las fronteras artísticas tradicionales incluyendo el grabado, la fotografía, litografías, dibujo, esculturas, artes interpretativas y letras de canciones. Se la expone ampliamente en los estados Unidos.
- Datos: Q6530475